# Liceo Statale Assunta Pieralli
Il Liceo Statale Assunta Pieralli è un Liceo italiano, avente sede a Perugia. È il secondo Liceo della città di Perugia, nato subito dopo il Classico Annibale Mariotti (la cui data di istituzione risale al 1860). Sotto il profilo storico, il Liceo si configura come erede del vecchio Istituto Magistrale. Attualmente si ramifica in tre indirizzi: Scienze Umane, Economico-Sociale e Linguistico. 

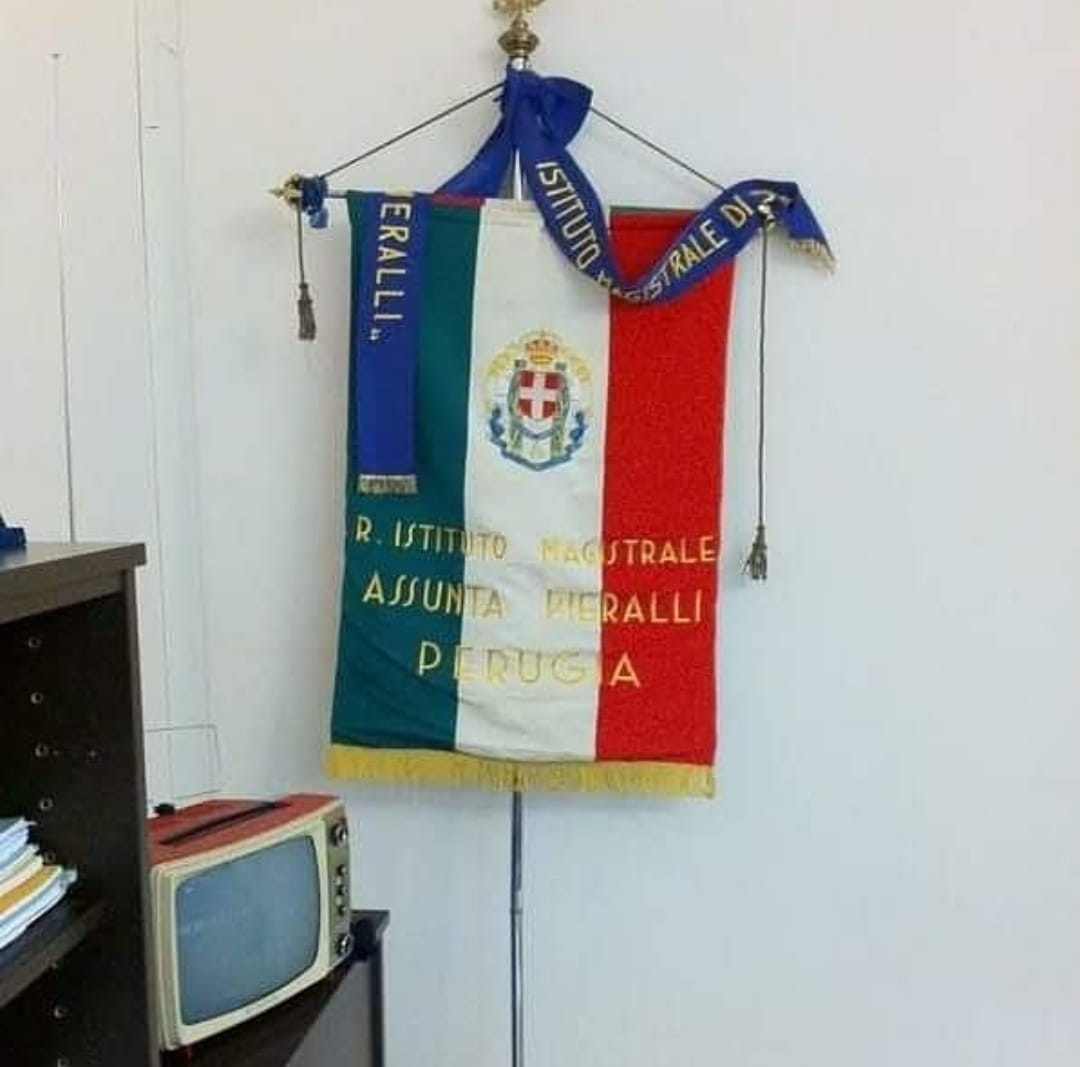

## Storia

### Inizi
L'origine dell'istituto Magistrale, considerato Scuola Normale (in omaggio alla tradizione francese) mediante decreto n.2878 (20.06.1858), viene collocata nel 1861. Il 10 novembre 1860 il Marchese Gioacchino Napoleone Pepoli (Commissario Generale per l'Umbria) emanò il Decreto n. 151 attraverso il quale vennero istituite a Perugia una Scuola Normale Maschile (allestita presso il Convento di San Domenico e trasferita a inizio secolo, per un arco temporale limitato, nei locali di San Fiorenzo) ed una Femminile (presso l'ex convento di Santo Spirito) che iniziarono a funzionare regolarmente nell'anno 1861-62.
La Scuola Normale Femminile legò indissolubilmente il suo nome alla figura di Assunta Pieralli (la poetessa di Lippiano morta a Perugia nel 1865) con il Decreto del 4 gennaio 1891. D'altra parte, la Scuola Normale Maschile venne intitolata all'illustre Ignazio Danti (nato a Perugia il 25 aprile 1536 e morto ad Alatri nel 1586) con il Decreto del 5 febbraio 1892.

### Prima guerra mondiale
Numerosi i giovani della Scuola Normale Maschile che, in occasione della dichiarazione di guerra all'Austria, lasciarono i banchi di scuola. L'impegno bellico segnò una riduzione netta degli iscritti alla scuola: nell'arco di un paio di anni si passò da 53 iscritti a circa una decina di alunni. E mentre i giovani combattevano, le allieve della Scuola Normale Femminile spedivano pacchi ai soldati che includevano indumenti confezionati nella Scuola durante le ore di lavoro femminile.

### Riforma Gentile
Con la Riforma Gentile, oltre all'introduzione del latino, vennero promosse varie iniziative didattiche ed educative (finalizzate a inserire la Scuola nelle vive correnti dell'attività nazionale), venne soppresso il tirocinio (e con esso le scuole elementari annesse) e l'Istituto occupò tutti i locali di Santo Spirito. 
Un passaggio cruciale nella storia della scuola: con Decreto 6 maggio 1925, n. 1054, la Scuola Complementare e la Scuola Normale diedero origine all'Istituto Magistrale.

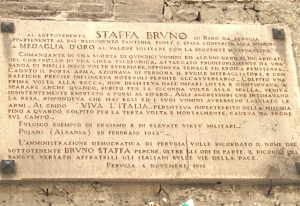
In ricordo di Bruno Staffa, medaglia d'oro al valore militare

### Seconda guerra mondiale
Della seconda guerra mondiale il Pieralli non ricorda soltanto le aule requisite (per internare ebrei e slavi), ma ricorda anche il bombardamento del 13 giugno 1944, per il quale l'Amministrazione Comunale del dopoguerra stanziò ingenti cifre. Da ricordare anche gli studenti che si sono distinti nel periodo della guerra: Bruno Staffa (medaglia d'oro), Vincenzo Rossi (medaglia d'argento), Primo Ciabatti (Partigiano, fucilato dai nazi-fascisti), Guido Di Giulio (medaglia di bronzo), l'aviatore Bertinelli.

### Altre riforme
Dall'anno scolastico 2010/11, con la riforma Gelmini, l'Istituto ha assunto la denominazione di Liceo e si articola in tre indirizzi: Scienze Umane, Economico-Sociale (LES) e Linguistico (la cui sede si trova ai piedi del centro storico, in via del Parione).

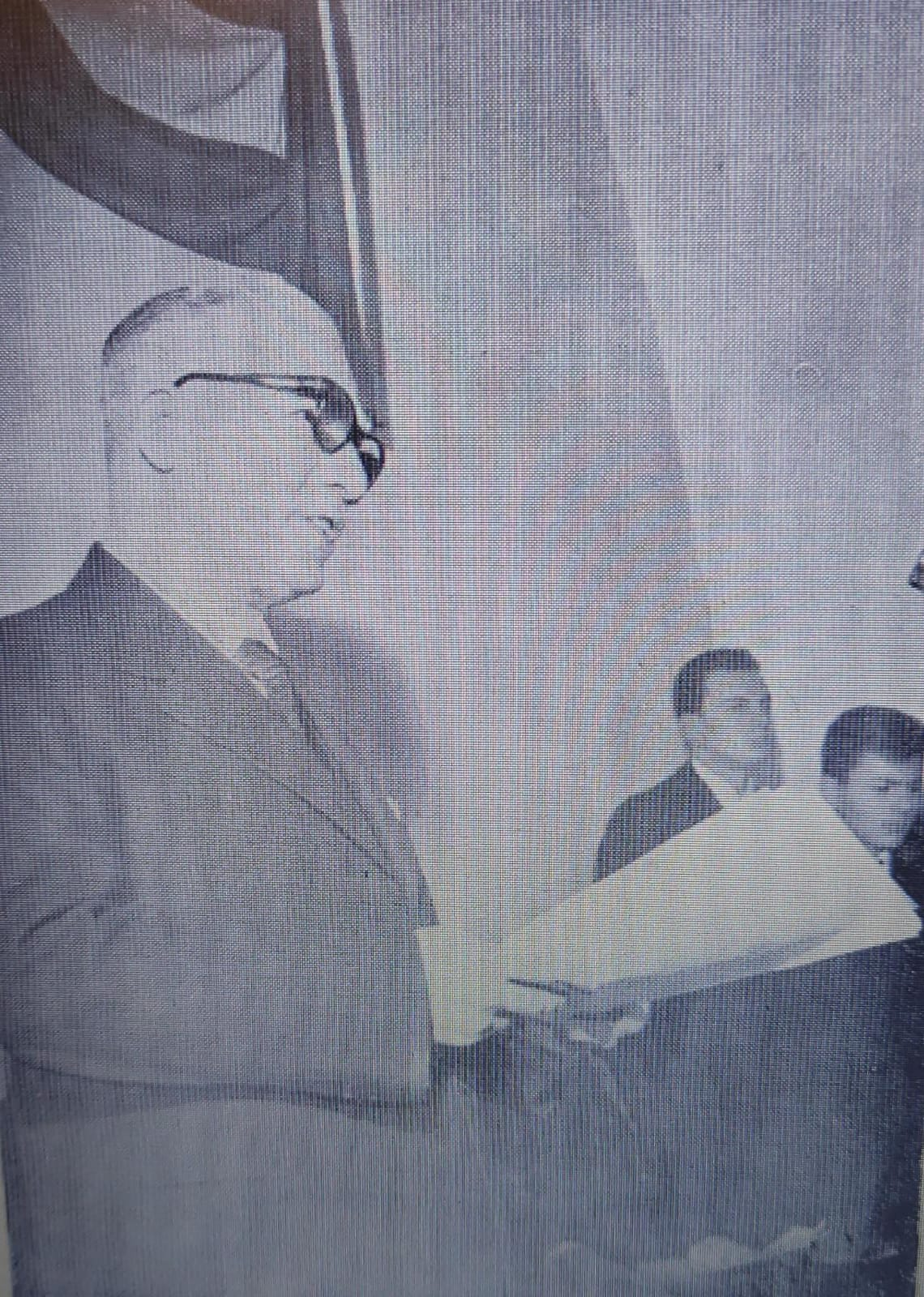
Il Preside Cappuccilli durante il discorso celebrativo in occasione del Centenario

## Curiosità

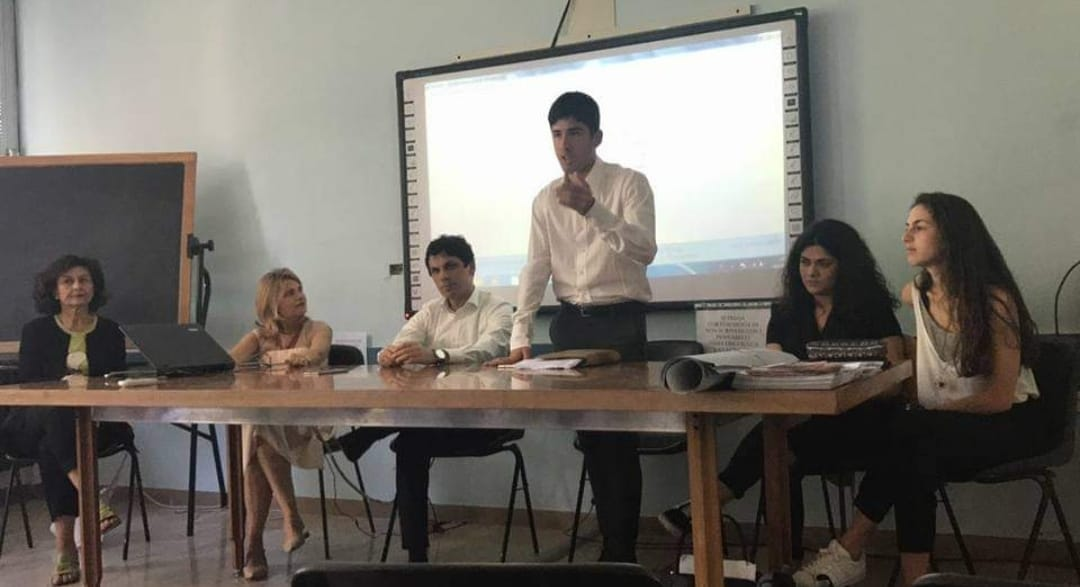
Inaugurazione della Biblioteca d'Istituto alla presenza della Dott.ssa Valigi (Biblioteca Augusta), della Preside Zoncheddu e del Sindaco Andrea Romizi. In foto anche i Rappresentanti d'Istituto (Emanuele Liberti, Chiara Lollini, Anna Porta).

- Il logo ufficiale (per il quale, in occasione dei 160 anni, verrà indetto nuovo concorso) rappresenta l'antico portone della sede storica di via del Parione

- Il Liceo è legato alla figura di Assunta Pieralli, nata a Lippiano (AR) nel 1807 e morta il primo novembre del 1865, dopo essersi distinta nella poesia e nell'insegnamento. Una raffigurazione della poetessa è presente a Palazzo dei Priori
- L'8 giugno 2017 viene inaugurata la Biblioteca d'Istituto "Falcone-Borsellino"
- Il giornalino d'Istituto si chiama "Il caffè dell'Assuntina" (così ribattezzato dalla Rappresentanza Idealista dell'anno 2020-2021)